# San Isidro, Santiago Tapextla
San Isidro är en ort i Mexiko.   Den ligger i kommunen Santiago Tapextla och delstaten Oaxaca, i den sydöstra delen av landet, 300 km söder om huvudstaden Mexico City. San Isidro ligger 99 meter över havet och antalet invånare är 142.
Terrängen runt San Isidro är huvudsakligen platt. San Isidro ligger uppe på en höjd. Runt San Isidro är det glesbefolkat, med 20 invånare per kvadratkilometer. Närmaste större samhälle är Cuajinicuilapa de Santa Maria, 11,5 km norr om San Isidro. Trakten runt San Isidro består till största delen av jordbruksmark.